# Миронов Андрій Олександрович
Андрі́й Олекса́ндрович Миро́нов (рос. Андрей Александрович Миронов; при народженні Андрі́й Олекса́ндрович Менакер; 7 березня 1941, Москва, РРФСР, СРСР — 16 серпня 1987 Рига, Латвійська РСР, СРСР) — радянський актор театру, кіно і естради. Народний артист РРФСР (1980).

## Біографія

### Дитинство та юність
Народився 7 березня 1941 року в пологовому будинку ім. Грауермана в родині акторів Марії Миронової і Олександра Менакера.
У 1948 році Андрій Менакер поступив в перший клас 170-ї чоловічої школи м. Москви. У 1950 році в розпал Антиєврейської кампанії батьки змінюють прізвище Андрію, він стає Мироновим.
У 1952 році відбулася перша спроба знятися в кіно. Спроба виявилася невдалою: Андрій був забракований Олександром Птушком на зйомках фільму «Садко».
У 1955 році відбувся театральний дебют Миронова на шкільній сцені. Андрій зіграв роль фон Краузе в спектаклі «Російські люди» за К. Симоновим.
У 1958 році Андрій Миронов закінчує школу і поступає в Театральне училище імені Б. В. Щукіна при Державному академічному театрі ім. Є. Вахтангова.
У 1960 році Андрій Миронов знімається в своєму першому фільмі: «А якщо це кохання?» режисера Юлія Райзмана.

### Творчий шлях

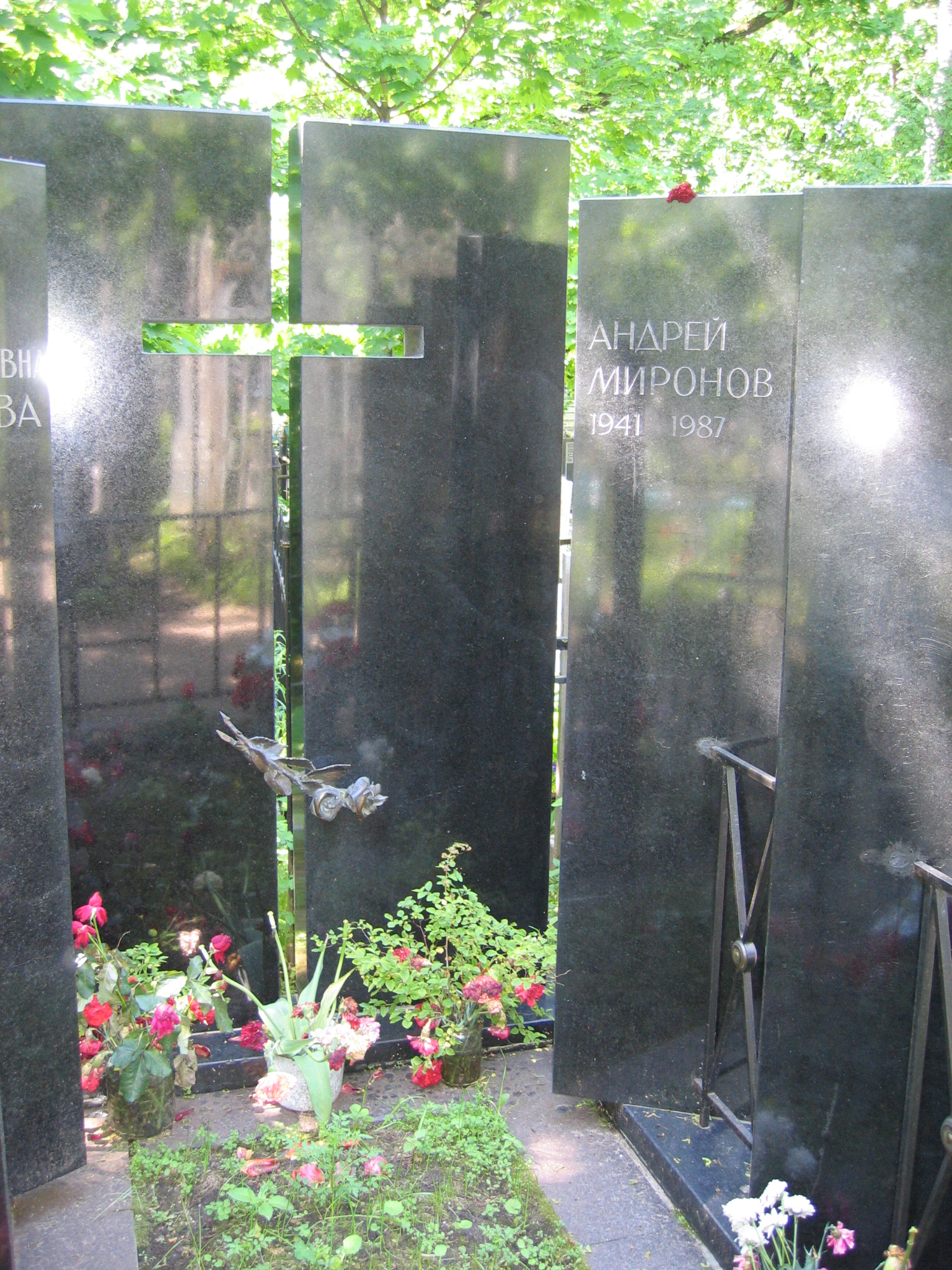
Місце поховання, Ваганьковське кладовище, Москва

- 1962 — 19 березня відбулася прем'єра фільму «А якщо це любов?». У червні Андрій закінчує Щукінське училище (курс Й. М. Рапопорта) з червоним дипломом і 18 червня прийнятий в трупу Московського академічного театру сатири, де пропрацював 25 років. Перша роль на цій сцені — роль Гаріка, зіграна 24 червня в спектаклі «24 години на добу» О. Стукалова в постановці А. Крюкова. Під час оксамитового сезону в Судаку, Крим, на зйомках фільму «Три плюс два» виникає роман між Мироновим і Наталією Фатєєвою.
- 1963 — Миронов все більше і більше зайнятий в спектаклях театру, гастролює з трупою в Горькому, Саратові, Кисловодську. 23 грудня, на дні народження Наталії Фатеєвої, Андрій познайомився з Ларисою Голубкіною.
- 1964 — з 21 серпня по 20 вересня на натурних зйомках фільму «Рік як життя» в НДР (Потсдам, Наубург) в ролі Ф. Енгельса.
- 1966 — в квітні-травні Миронов виступає в ролі ведучого в двох випусках телепередачі «Добрий вечір!», що послужила прообразом «Кабачка „13 стільців“». Влітку театр гастролює Прибалтикою, у Миронова починається роман із Тетяною Єгоровою.
- 1967 — на фестивалі «Московська театральна весна — 67» Миронову присуджується третя премія за роль Селестена в спектаклі «Інтервенція» Л. Славіна. У листопаді відбувся при повному аншлагу перший персональний творчий вечір артиста Миронова в Будинку актора.
- 1968 — нагороджений першою премією за роль Жадова (спектакль «Прибуткове місце») і Селестена («Інтервенція») на Огляді театральної молоді Москви, присвяченому 50-літтю Великої Жовтневої революції. З 15 по 23 жовтня знаходився в приватній поїздці в Японії. 24 жовтня Миронов і Єгорова подають заяву в ЗАГС, але 15 грудня весілля не відбулося — у батька Миронова трапився інфаркт.
- 1969 — в лютому озвучує роль Себастьяна Лутатіні в радіопостановці Т. Рибасова «Солона купіль» (за романом А.Новікова-Прибоя). У березні збувається довгождана мрія Миронова — він купує автомобіль «Волга». У травні виходить перший грамзапис Андрія Миронова. На платівці "Музика і пісні з к/фільму «Діамантова рука» артист виконує пісню, що стала суперпопулярною, «Остров невезения». Жовтень — знімається в телеспектаклі режисера Л. Хейфіца «Рудін». За роль Рудіна Миронов отримав виключно позитивні відгуки, у тому числі й від Любові Добржанської, актриси ЦАТРА, відомою своєю не тільки геніальною грою, але і тим, що «різала правду-матку», незважаючи на чини і вік.
- 1970 — в результаті нещасного випадку у Єгорової народжується мертва дитина. У червні Андрій знімається у М. Мікаеляна в ролі Аларіна в телеспектаклі «Впотьмах» (за О. Купріним. На фестивалі «Московська театральна весна — 70» нагороджений дипломом і другою премією за роль Вишневського в спектаклі «У часі в полоні». Влітку з Театром Сатири гастролює в Челябінську, Магнітогорську. 27 грудня на телебаченні відбувся прем'єрний показ спектаклю «Впотьмах».
- 1971 — 8 березня Миронов святкує своє тридцятиліття в Будинку літераторів. У травні знайомиться з актрисою Катериною Градовою і 29 червня робить їй офіційну пропозицію. У вересні знімається в телеспектаклі «Малюк і Карлсон» в ролі злодія Рулле. 30 листопада відбулося весілля Андрія Миронова і Катерини Градової.
- 1972 — 1 січня відбулася телепрем'єра спектаклю «Малюк і Карлсон». У кінці травня — гастролі театру в Болгарії.
- 1973 — Миронов продав свою квартиру в Волковому провулку і молода сім'я переїхала в двокімнатну кооперативну на вул. Герцена, д.49. 28 травня у них народжується дочка Марія. 29 грудня телебачення показує фільм «Старики-розбійники». Цього ж року дебютує як театральний режисер спектаклем «Маленькі комедії великого будинку».
- 1974 — 29 квітня відбулася прем'єра телеспектаклю «Божевільний день, або Весілля Фігаро». 16 жовтня Андрію Миронову присуджується звання «Заслужений артист РРФСР». У жовтні декілька невдач: Миронов не проходить на роль Жені Лукашина у фільмі Ельдара Рязанова «Іронія долі, або з легким паром!», розриває зв'язок з Катериною Градовою. У листопаді з театром на гастролях в Італії. У грудні приступає до зйомок у Анатолія Ефроса в телеспектаклі «Сторінки журналу Печоріна» (роль Грушницького). Наказом щодо Держкіно Миронову підвищена до максимального рівня «знімальна ставка» — тепер Миронов входить в «еліту кіно» за всіма параметрами.
- 1975 — в лютому Миронов переїхав до Лариси Голубкіної на вулицю Селезневську, будинок 30. В кінці літа — гастролі в Казахстані. 14 вересня відбулася прем'єра телеспекталю «Повернення». Миронов в ролі Бориса Вязовніна, постановка П. Резнікова. У кінці листопада з концертами в Тбілісі.
- 1976 — в червні гастролі в Польщі, участь в Міжнародному театральному фестивалі в Варшаві.
- 1977 — виходить діафільм «Андрій Миронов» (на студії «Діафільм», сценарист Б. Поюровський). Влітку відбулося одруження с Л. Голубкіною, в кінці літа знімається в телеспектаклі «Між небом і землею» (роль Клімова, режисер В. Фокін). У вересні поїздка в США по лінії Держкіно. З 22 вересня по 6 жовтня на гастролях в Югославії, участь в Белградському міжнародному фестивалі — БІТЕФ.
- 1978 — в січні виходить грамплатівка «Співає Андрій Миронов». 18 листопада ТБ показує "Творчий вечір Андрія Миронова в концертній студії «Останкіно».
- 1979 — 23 травня виступає на сцені Театру на Малій Бронній в спектаклі А. Ефроса «Продовження Дон Жуана» в ролі Дон Жуана. У кінці червня — гастролі з театром у Ризі. 11 серпня — телепрем'єра спектаклю «Дачники» П. Резникова, де Миронов грає Дачника. У жовтні, за підсумками фестивалю «Московська театральна весна 79», Миронову присуджена друга премія за роль Ліні Шиндіна в спектаклі «Ми, що підписалися нижче». У жовтні — гастролі театру Сатири в Болгарії, Миронов записується в новорічній програмі болгарського ТБ. У листопаді — гастролі в Угорщині.
- 1980 — серпень, з дружиною Л. Голубкіною, проводить в Голландії. 14 листопада нагороджений медаллю «За трудову хоробрість», 18 грудня указом Президії Верховної Ради РРФСР присвоєно почесне звання «народний артист РРФСР».
- 1981 — в кінці травня на гастролях з театром в Новосибірську, з 12 по 26 червня — гастролі в ФРН і участь в міжнародному фестивалі «Театри миру — 81» із «Трьохкопійчаною оперою» Б. Брехта.
- 1982 — 6 березня вмирає батько, Олександр Менакер. 26 березня відбулася прем'єра «Ревізора» з Мироновим в ролі Хлестакова. В цій ролі Андрій Миронов був вже іншим. Спектакль виявився непростим, «важким», як відмітив одного разу А. Папанов. У серпні з дружиною на відпочинку в Бельгії. У жовтні гастролі театру в НДР. 9 грудня наказом щодо Держкіно зупинені зйомки фільму Олексія Германа «Мій друг Іван Лапшин», де Миронов грає роль журналіста Ханіна. Починаються зйомки документального фільму В. Виноградова «Я повертаю Ваш портрет.», де Миронов зайнятий в ролі Ведучого. Перед Новим роком виходить диск-гігант А. Миронова «Ну чим ми не пара?».
- 1983 — в червні — липні на гастролях в США по лінії Радянського товариства з культурних зв'язків із співвітчизниками за кордоном (суспільство «Батьківщина»). Худрада «Ленфільма» не прийняла «Блондинку за рогом», слідують перезйомки і перемонтаж, тепер не прийняв Держкіно, знову перезйомка, переозвучення.
- 1984 — виходить диск-гігант «Старі друзі. Андрій Миронов. Раймонд Паулс».

- 1985 — виступає в Центральному будинку актора імені А. Яблочкіної на презентації книги своїх батьків під назвою «… у своєму репертуарі». Л. Голубкіна купує в подарунок чоловікові автомобіль «БМВ». У грудні бере участь в творчому вечорі Е. Рязанова «В колі друзів» в ГКЦЗ «Росія».
- 1986 — 29 травня прем'єра радіоспектаклю «Душа Елеонори» А. Луначарського (Миронов у ролі Наполеона Бонапарте, постановник В. Кольбус). З 31 травня по 10 червня у складі культурної делегації на чемпіонаті світу з футболу в Мексиці. У серпні на гастролях з театром в Томську.
- осінь 1986 — запрошений у журі вищої ліги КВН.
- 1987 — 15 червня останній раз зіграв свою останню роль (роль Клаверова) в будинку Театру Сатири, в спектаклі «Тіні» М. Є. Салтикова-Щедріна. 27 червня — останній спектакль в Москві: «Одруження Фігаро» в Дзеркальному театрі саду «Ермітаж». 13 серпня — останній сольний концерт Миронова в Ризі.

14 серпня 1987 року в Ризі під час гастролей Московського театру сатири на спектаклі «Божевільний день, або Одруження» не дограв останню роль, знепритомнівши на сцені. Був доставлений у місцеву лікарню, де після двох днів, о 5 годині 35 хвилин ранку 16 серпня 1987 року у віці 46 років помер. Похований 20 серпня 1987 року на Ваганьковському кладовищі в Москві. У жовтні того ж року вийшов третій диск-гігант Андрія Миронова з піснями Яна Френкеля «Ця пісня для близьких друзів».

## Фільмографія

### Кіноролі
1. 1962 — А якщо це кохання? — Петро
2. 1962 — Мій молодший брат — Юрка
3. 1963 — Три плюс два — Роман Любешкин
4. 1963 — Дві неділі
5. 1965 — Рік як життя — Фрідріх Енгельс
6. 1966 — Бережись автомобіля — Діма Семіцветов
7. 1967 — Таємнича стіна — сержант Карпухін
8. 1968 — Любити…
9. 1968 — Урок літератури — Фелікс
10. 1968 — Діамантова рука — Геннадій Козодоєв
11. 1968 — Доля грає людиною (телеспектакль)
12. 1969 — Кабачок «13 стільців» — Ведучий
13. 1969 — Дві комедії Браніслава Нушича (телеспектакль) — Ведучий
14. 1970 — Сімейне щастя — Сігаєв
15. 1970 — Рудін — Рудін
16. 1970 — Дві посмішки — Молодий дідусь
17. 1970 — Впотьмах (телеспектакль) — Аларін
18. 1971 — Тінь — Цезар Борджіа
19. 1971 — Старики-розбійники — Проскудін
20. 1971 — Надбання республіки — Маркіз
21. 1971 — Малюк і Карлсон, який живе на даху — Рулле
22. 1971 — Тримайся за хмари — Білий генерал
23. 1973 — Неймовірні пригоди італійців у Росії — Васильєв
24. 1973 — Божевільний день, або Одруження Фігаро — Фігаро
25. 1974 — Солом'яний капелюшок — Фадінар
26. 1974 — Лев Гурич Сінічкін — Налімов
27. 1974 — Старі стіни
28. 1974 — Маленькі комедії великого будинку — Чоловік
29. 1975 — Крок назустріч — Зубний лікар
30. 1975 — Сторінки журналу Печоріна — Грушницький
31. 1975 — Повернення (телеспектакль) — Борис Андрійович
32. 1975 — Повторне весілля — Ілля
33. 1976 — Небесні ластівки — Селестен
34. 1976 — 12 стільців — Остап Бендер
35. 1977 — Між небом і землею (телеспектакль) — Климов
36. 1978 — Особливих прикмет немає — Глазов
37. 1978 — Звичайне диво — Міністр-адміністратор
38. 1979 — Троє в човні, не рахуючи собаки — Джі
39. 1979 — Фантазії Фарятьєва — Фарятьєв
40. 1979 — Дачне життя (телеспектакль) — Дачник
41. 1980 — Про бідного гусара замовте слово — Текст від автора
42. 1980 — Призначення — Лямін
43. 1980 — Крах операції «Терор» — Глазов
44. 1980 — Альманах сатири і гумору (телеспектакль)
45. 1981 — Будьте моїм чоловіком — Віктор
46. 1982 — Казка мандрів — Орландо
47. 1982 — Ревізор (фільм-спектакль) Хлестаков
48. 1983 — Дещо з губернського життя — Ведучий, Поручик
49. 1983 — Я повертаю Ваш портрет (документальний фільм) — ведучий
50. 1984 — Блондинка за рогом — Миколай
51. 1984 — Мій друг Іван Лапшин — журналіст Ханін
52. 1984 — Перемога — Чарльз Брайт
53. 1987 — Білі троянди, рожеві слони... (телеспектакль) — суддя Генрі Пулеські
54. 1987 — Людина з бульвару Капуцинів — містер Фест
55. 1987 — Слідопит — Сангліє

### Озвучування
- 1968 — «Комедіант» (мультфільм) — Комедіант
- 1968—1979 — «Фитиль» (сатиричний кіножурнал)
- 1969 — «Капризна принцеса» (мультфільм) — блазень Карлуша
- 1975 — «Ріккі-Тіккі-Таві» — Ріккі-Тіккі-Таві (озвучування ролі)
- 1975 — «Помста кота Леопольда» (мультфільм) — всі ролі
- 1976 — «Блакитне щеня» (мультфільм) — Чорний Кіт
- 1981 — «Раз ковбой, два ковбой» (мультфільм) — всі ролі
- 1984 — «Інтерв'ю з котом Леопольдом» (мультфільм) — Кіт Леопольд
- 1985 — «Ми з Шерлоком Холмсом» (мультфільм) — пес Том, помічник Холмса

## Ролі в театрі
| Рік  | Спектакль                                                                | Роль                  | Постановник                                                                                                  |
| ---- | ------------------------------------------------------------------------ | --------------------- | --- |
| 1962 | «24 години в добу» О. Стукалова                                          | Гарік                 | Постановка А. Крюкова                                                                                        |
| 1963 | «Витівки Скапена» Ж.-Б. Мольєра                                          | Сільвестр             | Постановка Є. Весника                                                                                        |
| 1963 | «Клоп» В. Маяковського                                                   | Міліціонер, Присипкін | Постановка В. Плучека С. Юткевича                                                                            |
| 1963 | «Дамоклів меч» Назима Хікмета                                            | Товстий               | Постановка В. Плучека                                                                                        |
| 1963 | «Гурій Львович Синічкін» В. Диховичного, М. Слободського М. Червінського | Муха                  | Постановка Д. Тункеля                                                                                        |
| 1964 | «Жіночий монастир» В. Диховичного і М. Слободського                      | Тушканчик             | Постановка В. Плучека                                                                                        |
| 1965 | «Над прірвою в житі» Дж.-Д. Селінджера                                   | Голден                | Постановка А. Шатріна                                                                                        |
| 1966 | «Тьоркін на тому світі» О. Твардовського                                 | Епізоди               | Постановка В. Плучека                                                                                        |
| 1966 | «Дон Жуан або любов до геометрії» М. Фріша                               | Дон Жуан              | Постановка В. Плучека                                                                                        |
| 1967 | «Інтервенція» Л. Славіна                                                 | Селестен, Жюльен Папа | Постановка В. Плучека                                                                                        |
| 1967 | «Прибуткове місце» О. Островського                                       | Жадов                 | Постановка М. Захарова                                                                                       |
| 1967 | «Банячи» В. Маяковського                                                 | Велосипедкін          | Постановка здійснена в 1953 р. Н. Петровим, В. Плучеком і С. Юткевичем, сценічна редакція 1967 р. В. Плучека |
| 1969 | «Безумний день, або Одруження Фігаро» Бомарше                            | Фігаро                | Постановка В. Плучека                                                                                        |
| 1970 | «У часу в полоні» О. Штейна                                              | Всеволод Вишневський  | Постановка В. Плучека                                                                                        |
| 1972 | «Ревізор» М. В. Гоголя                                                   | Хлестаков             | Постановка В. Плучека                                                                                        |
| 1972 | «Пігулку під язик» А. Макаєнка                                           | Іван Швед             | Постановка В. Плучека                                                                                        |
| 1973 | «Маленькі комедії великого будинку» А. Арканова і Г. Горіна              | Муж                   | Постановка А. Миронова і А. Ширвіндта. Керівник постановки В. Плучек                                         |
| 1974 | «Клоп» В. Маяковського                                                   | Баян                  | Постановка здійснена в 1955 р. В. Плучеком і С. Юткевічем, сценічна редакція 1974 р. В. Плучека              |
| 1975 | «Ремонт» М. Рощина                                                       | Паша-інтелігент       | Постановка В. Плучека                                                                                        |
| 1976 | «Лихо з розуму» А. С. Грибоєдова                                         | Чацький               | Постановка В. Плучека                                                                                        |
| 1979 | «Ми, що підписалися нижче» О. Гельмана                                   | Льоня Шиндін          | Постановка В. Плучека                                                                                        |
| 1979 | «Продовження Дон Жуана» Е. Радзінського                                  | Дон Жуан              | Мала сцена драматичного театру на Малій Бронній Постановка А. Ефроса                                         |
| 1980 | «Тригрошова опера» Б. Брехта                                             | Мекхіт                | Постановка В. Плучека                                                                                        |
| 1981 | «Скажені гроші» О. Островського                                          | Васільков             | Постановка А. Миронова                                                                                       |
| 1984 | «Вишневий сад» А. Чехова                                                 | Лопахін               | Постановка В. Плучека                                                                                        |
| 1984 | «Прощавай конферансьє» Г. Горіна                                         | Буркині               | Постановка А. Миронова                                                                                       |
| 1985 | «Тягар вирішення» Ф. Бурлацького                                         | Джон Кеннеді          | Постановка В. Плучека                                                                                        |
| 1987 | «Тіні» М. Салтикова-Щедріна                                              | Клаверов              | Постановка А. Миронова                                                                                       |

## Нагороди і почесні звання
- Заслужений артист РРФСР (16.10.1974).
- Народний артист РРФСР (18.12.1980).[4]

## Увічнення пам'яті
- 1992 — 21 червня в Москві, на розі вулиць Петровка і Рахмановського провулку відкрито пам'ятник Андрієві Миронову.

## Родина
Брат (по батькові): Ласкарі Кирило Олександрович. Донька: Миронова Марія Андріївна (від Катерини Градової). Названа донька: Голубкіна Марія Андріївна (від Лариси Голубкіної).